# Loprazolam

Strukturformel för loprazolam.

Loprazolam, summaformel C23H21ClN6O3, är ett ångestdämpande och lugnande preparat som tillhör gruppen bensodiazepiner.
Substansen är narkotikaklassad och ingår i förteckning P IV i 1971 års psykotropkonvention, samt i förteckning IV i Sverige.